# 黑伯尔施泰因附近圣约翰
黑伯尔施泰因附近圣约翰是奥地利施蒂利亚州哈特贝格县的一个市镇。总面积2.85平方公里，总人口351人，人口密度123.2人/平方公里（2005年）。